# Wola Wiązowa
Wola Wiązowa – wieś w Polsce położona w województwie łódzkim, w powiecie bełchatowskim, w gminie Rusiec.
W latach 1975–1998 miejscowość administracyjnie należała do województwa sieradzkiego.

## Części wsi
| SIMC    | Nazwa | Rodzaj    |
| ------- | ----- | --------- |
| 0712025 | Janów | część wsi |

## Historia
Wola Wiązowa w zachowanych źródłach pisanych jest odnotowana po raz pierwszy w 1495 r. (jako Wola Więzowa).
W XIX wieku majątek ten należał do rodziny Prądzyńskich. Jeden z nich (Stanisław Kostka Prądzyński, zm. 1853 r.) jest pochowany w mauzoleum tej rodziny w Leźnicy Wielkiej k. Ozorkowa. W okresie powstania styczniowego była tu (prawdopodobnie w miejscowym dworze) tajna drukarnia, którą prowadził Feliks Kicki. Drukowano: regulaminy, blankiety na paszporty itp. Po pewnym czasie jej funkcjonowania wywieziono ją do Działoszyna i tam ukryto. Według "Liber beneficiorum" Jana Łaskiego (Gniezno 1880, t. I, s. 464) wieś należała do parafii w Restarzewie i od 1781 r. miała kościół drewniany św. Rocha wystawiony przez dziedzica wsi Ksawerego Kolumnę Walewskiego, chorążego ostrzeszowskiego. Na prośbę jego syna – Stanisława Walewskiego arcybiskup Ignacy Antoni Raczyński erygował tu w 1814 roku parafię z obowiązkiem corocznego wypłacania plebanowi w Restarzewie 40 zł.